# Grünseiboldsdorf
Grünseiboldsdorf ist ein Dorf und Gemeindeteil der Stadt Moosburg an der Isar im nördlichen Landkreis Freising (Oberbayern). 

## Lage
Der Ort liegt etwa 4 Kilometer südlich von Moosburg an der Isar. 

## Geschichte
Grünseiboldsdorf gehörte im 12. Jahrhundert zum Besitz der Burghartinger. Im Zuge der Gemeindebildung nach dem Zweiten Gemeindeedikt wurde im Jahr 1818 die Gemeinde Thonstetten gebildet, der auch Grünseiboldsdorf angehörte. Am 1. April 1971 wurde die Gemeinde Thonstetten (mit Grünseiboldsdorf und Moosham) nach Moosburg eingegliedert.